# Syngnathinae
Los peces aguja, o peces pipa, son peces de la subfamilia Syngnathinae, del griego clasico συν- (sun-), "junto", y γνάθος (gnáthos), "mandíbula", del orden Syngnathiformes, que junto con los caballitos de mar y los dragones de mar (Phycodurus y Phyllopteryx), forman la familia Syngnathidae.
Miden de 25 a 300 mm, de lentos movimientos, realizan pequeñas ondulaciones, de hasta 35 vibr./s, con sus aletas pectorales. Por ende, la presa será muy pequeña y más lenta. Para la captura de su "comida", succionan velozmente. En 1 hora puede tragar 360 crías de camarón.

## Reproducción
La hembra transfiere los huevos al macho en un "abrazo nupcial" de 30 segundos. El macho se hará cargo de los huevos hasta su eclosión. La hembra pega los huevos sobre el macho, en una membrana de desove que el macho tiene en el abdomen. Allí quedan durante diez días, hasta la eclosión, cuando se libera a los jóvenes peces pipa, de 15 mm, que escapan rápidamente para no ser comidos por su progenitor.

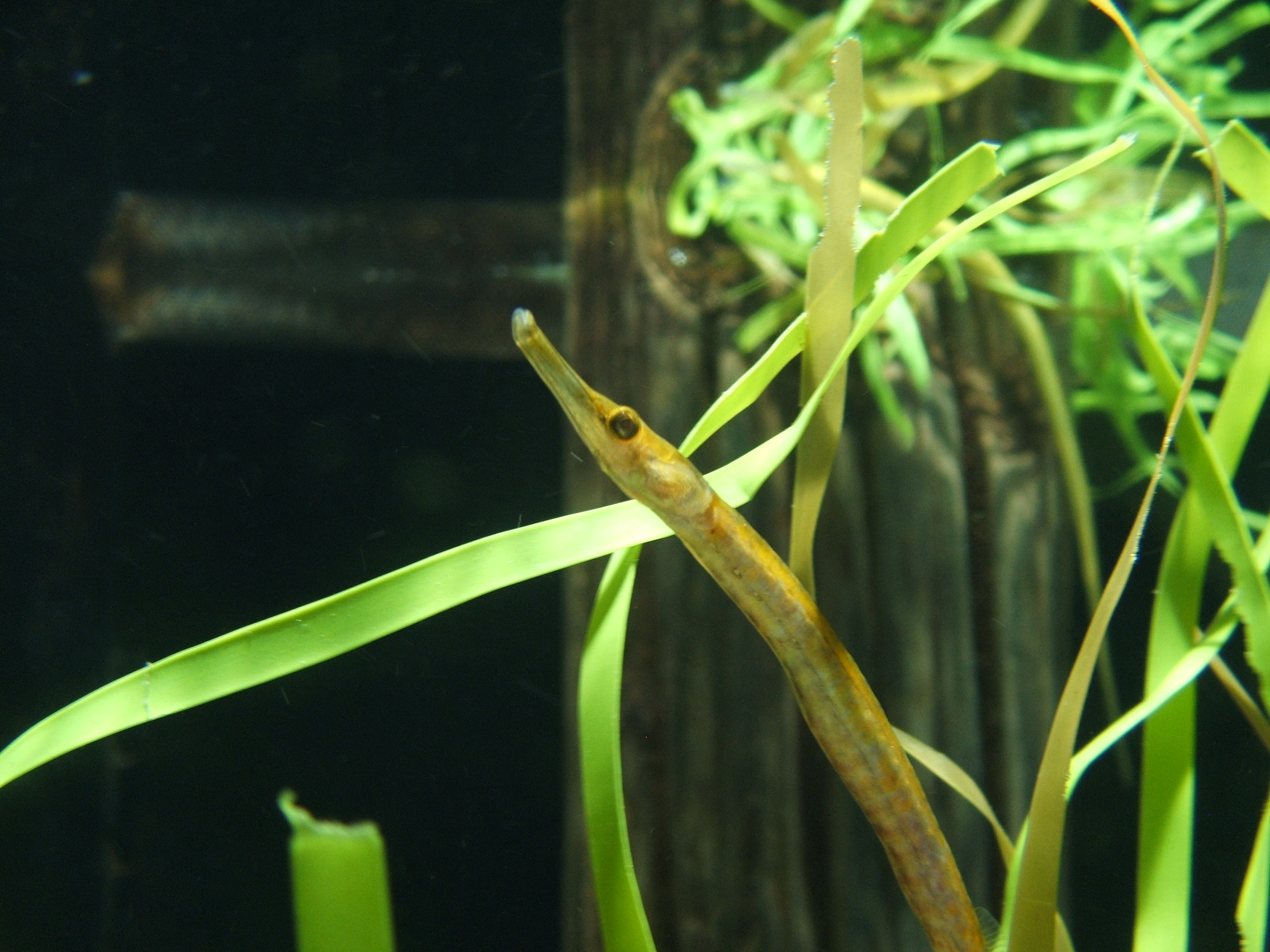
Syngnathus leptorhynchus.

Se desarrollan rápidamente: en 70 días llegan a 5 cm y a los 90 días ya alcanzan la madurez sexual. Viven de dos a tres años.

## Géneros
La subfamilia Syngnathinae comprende los siguientes géneros:
- Acentronura Kaup, 1853
- Amphelikturus Parr, 1930
- Anarchopterus Hubbs, 1935
- Apterygocampus Weber, 1913
- Bhanotia Hora, 1926
- Bryx Herald, 1940
- Bulbonaricus Herald, 1953
- Campichthys Whitley, 1931
- Choeroichthys Kaup, 1856
- Corythoichthys Kaup, 1853
- Cosmocampus Dawson, 1979
- Doryichthys Kaup, 1853
- Doryrhamphus Kaup, 1856
- Dunckerocampus Whitley, 1933
- Enneacampus Dawson, 1981
- Entelurus Duméril, 1870
- Festucalex Whitley, 1931
- Filicampus Whitley, 1948
- Halicampus Kaup, 1856
- Haliichthys Gray, 1859
- Heraldia Paxton, 1975
- Hippichthys Bleeker, 1849
- Histiogamphelus McCulloch, 1914
- Hypselognathus Whitley, 1948
- Ichthyocampus Kaup, 1853
- Idiotropiscis Whitely, 1947
- Kaupus Whitley, 1951
- Kimblaeus Dawson, 1980
- Kyonemichthys Gomon, 2007
- Leptoichthys Kaup, 1853
- Leptonotus Kaup, 1853
- Lissocampus Waite and Hale, 1921
- Maroubra Whitley, 1948
- Micrognathus Duncker, 1912
- Microphis Kaup, 1853
- Minyichthys Herald and Randall, 1972
- Mitotichthys Whitley, 1948
- Nannocampus Günther, 1870
- Nerophis Rafinesque, 1810
- Notiocampus Dawson, 1979
- Penetopteryx Lunel, 1881
- Phoxocampus Dawson, 1977
- Phycodurus Gill, 1896
- Phyllopteryx Swainson, 1839
- Pseudophallus Herald, 1940
- Pugnaso Whitley, 1948
- Siokunichthys Herald, 1953
- Solegnathus Swainson, 1839
- Stigmatopora Kaup, 1853
- Stipecampus Whitley, 1948
- Syngnathoides Bleeker, 1851
- Syngnathus Linnaeus, 1758
- Trachyrhamphus Kaup, 1853
- Urocampus Günther, 1870
- Vanacampus Whitley, 1951